# Kroatische Reiterei

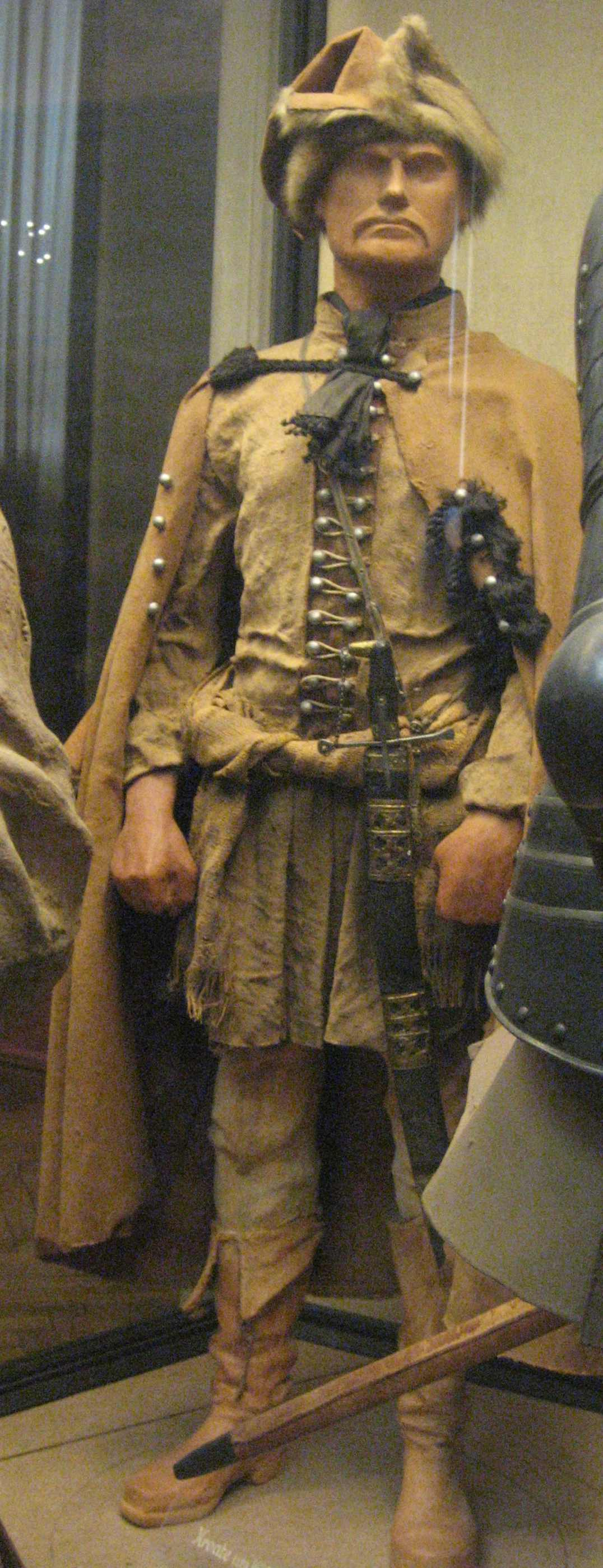
Kroatischer Reiter mit schwarzer Krawatte um 1630 (Heeresgeschichtliches Museum, Wien).

Kroatische Reiterei (kroatisch Hrvatsko konjaništvo), Kroatische Reiter oder einfach Kroaten (zeitgenössisch Crabaten oder Krabaten), ist ein im Dreißigjährigen Krieg (1618–1648) aufgekommener Sammelbegriff für irreguläre Einheiten der leichten Kavallerie, die aus ost- oder südosteuropäischen Söldnern gebildet wurden. Als Kroatische Reiterei wurde anfangs eine gesonderte Waffengattung bezeichnet, also bewegliche Reiterverbände die vor allem zur Aufklärung und zur Verfolgung feindlicher Truppenteile eingesetzt wurden.
Die Kroatische Reiterei entwickelte sich im Rahmen der Habsburgischen Militärgrenze und kämpfte im Dreißigjährigen Krieg vor allem unter Wallenstein in den Reihen der kaiserlichen Armee. Während des 17. Jahrhunderts wurden auch in anderen europäischen Staaten kroatische Reiterverbände aufgestellt. In der Folgezeit verlor sich die Sonderstellung als eigene Waffengattung wieder.
In vielen Regionen Deutschlands erinnern heute noch einige Flurnamen und Flurkreuze, sogenannte „Kroatenkreuze“, an die Kroatischen Reiterei, so z. B. in Kevelaer, Saarburg, Schwäbisch Gmünd, Winkelhaid, Eichenberg (bei Suhl) und Altendambach. Vom zeitgenössischen Crabat oder Krabat („Kroat“) für einen Kroatischen Reiter, leitet sich der Name des Zauberers aus der gleichnamigen Sage und die Bezeichnung der Krawatte her. 

## Bewaffnung, Gliederung und Auftrag

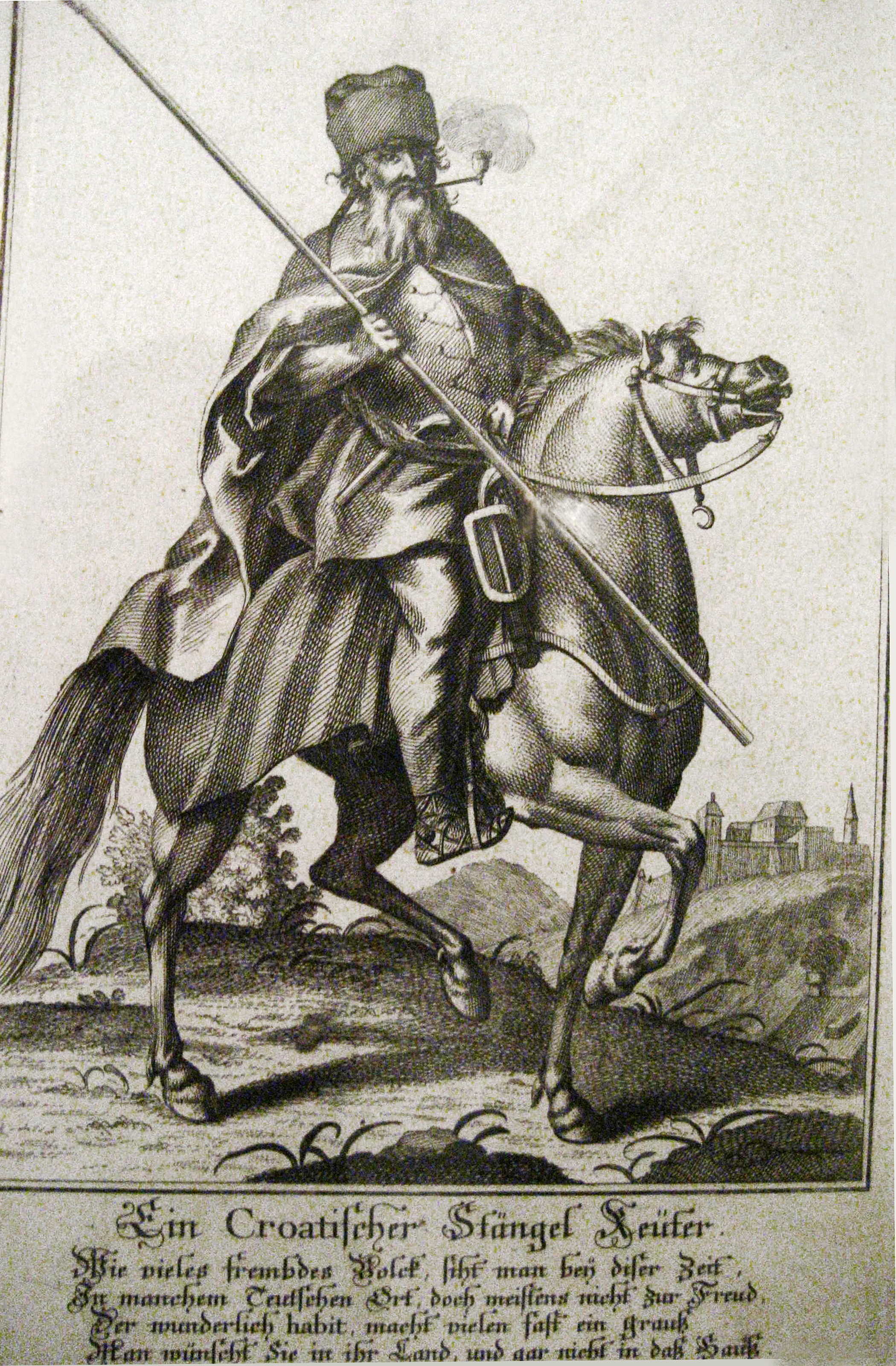
Zeitgenössische Abbildung eines kroatischen Reiters während des Österreichischen Erbfolgekrieges

Die kroatische Reiterei war als leichte Kavallerie den Husaren durchaus ähnlich, führte jedoch neben Säbel und Dolch sowie meist zwei Reiterpistolen oft auch eine Arkebuse mit sich, so dass sie auch Aufgaben der Arkebusierreiter sowie der Dragoner in deren ursprünglichen Rolle als berittene Infanterie erfüllte. Der Säbel wurde über die Schulter getragen, da dies für den Dienst zu Fuß bequemer war.
Die Kroaten bildeten wie bei ihrem Dienst in der Militärgrenze Einheiten von etwa 50 Mann. Die kroatische Reiterei zog in Verbänden von etwa 200–400 Reitern ins Feld, was für den Guerilla-Kampf eine geeignete Truppengröße darstellte.
Der militärische Vorteil und die Schlagkraft der Kroatischen Reiterei ergab sich auch daraus, dass sie sowohl zu Pferd wie zu Fuß verwendet werden konnte. Diese Vielfältigkeit prädestinierte sie für Aufgaben des Kleinen Krieges, der Aufklärung, der Flankensicherung, des Fouragierens, der Sicherung günstiger Marsch- und Quartierräume sowie die Verfolgung fliehender oder versprengter feindlicher Truppen. Dies erschwerte jedoch eine Überwachung und Disziplinierung der Kroatischen Reiter und wurde von diesen oft dazu genutzt, Krieg auf eigene Rechnung zu führen. Anders als die eigentliche Kavallerie waren sie nicht für den offenen Kampf mit regulären Truppen bestimmt.
Im Rahmen der Regimentswirtschaft fungierten Regimentsinhaber als Kriegsunternehmer, die zunächst in die Aufstellung und Ausrüstung der Einheiten investierten, um sie dann gegen Geld den Kriegsherren der Kaiserlichen oder anderer Kriegsparteien zu überlassen.
Bei den nach Ende des Dreißigjährigen Krieges errichteten kroatischen Reiterverbänden orientierten sich Bewaffnung, Gliederung und Auftrag jeweils daran, ob diese als Husaren, Ulanen oder Hofgarden aufgestellt waren und welcher nationalen Heeresgliederung man jeweils folgte.

## Geschichte

### Im Dienst der Habsburger Monarchie

#### Entstehung im Rahmen der Militärgrenze
Nach der verlorenen Schlacht auf dem Krbava-Feld im Jahr 1493 befand sich das in Personalunion mit Ungarn regierte Kroatien in einem Eingliederungsprozess in die Habsburgermonarchie. Für die Habsburger bedeutete die Errichtung der Militärgrenze vorrangig den Schutz ihrer Länder. Dieser Teil Kroatiens war daher politisch Wien direkt unterstellt. Seinerzeit befanden sich mehr Truppen Wiens, die sich ethnisch aus allen Teilen des Habsburgerreiches zusammensetzten, als die der autochthonen Kroaten in der Militärgrenze. Nach der Schlacht bei Sisak im Jahr 1593 und dem darauffolgenden Krieg, der bis 1606 dauerte, lebten insgesamt etwa 7.000 Söldner im Gebiet der Habsburger Militärgrenze. Etwa 30 Prozent dieser Söldner waren Kroaten, die in unterschiedlichen Einheiten als Husaren, Haramijas und in Einheiten der leichten Infanterie ihren Dienst leisteten. Im Fall größerer militärischer Auseinandersetzungen mit den Osmanen (vgl. Türkenkriege) wurden zusätzlich mehrere tausend Kroaten auf Befehl des Bans oder der Kirche mobilisiert. Generell überwog bei den Kroaten die Zahl der Soldaten in Einheiten der Infanterie die der in der Kavallerie.
Die Verhältnisse für die Entwicklung einer leistungsfähigen Kavallerie waren auf dem Gebiet des damaligen Kroatien sehr günstig. Um in diesem Grenzland für die Verteidigung gegen häufige osmanische Überfälle und den Angriff auf osmanisches Gebiet geeignet zu sein, entwickelte sich der sehr bewegliche, aber doch entsprechend stark bewaffnete Typus des kroatischen Reiters.

#### Dreißigjähriger Krieg

##### Einsätze
Im Dreißigjährigen Krieg werden kroatische Reiter erstmals 1619 anlässlich des Gefechts bei Zablath (heute Ortsteil von Trenčín) erwähnt.
Im Jahr 1622 rief der kroatische Sabor (Landtag) zum Dienst in den Reihen der Kaiserlichen Armee auf. Obwohl Kroatien von den langwierigen Kämpfen gegen das Osmanische Reich geschwächt und ausgeblutet war, meldeten sich trotzdem tausende Männer im wehrfähigen Alter als Söldner zum Dienst im Dreißigjährigen Krieg.
In den Reihen der katholischen Liga unter der Führung der Feldherrn Tilly und Wallenstein kämpften kroatische Reiter in zahlreichen Schlachten. Sie zeichneten sich bei der Eroberung Heidelbergs und Göttingens aus und stießen bis nach Rügen und Stralsund vor.

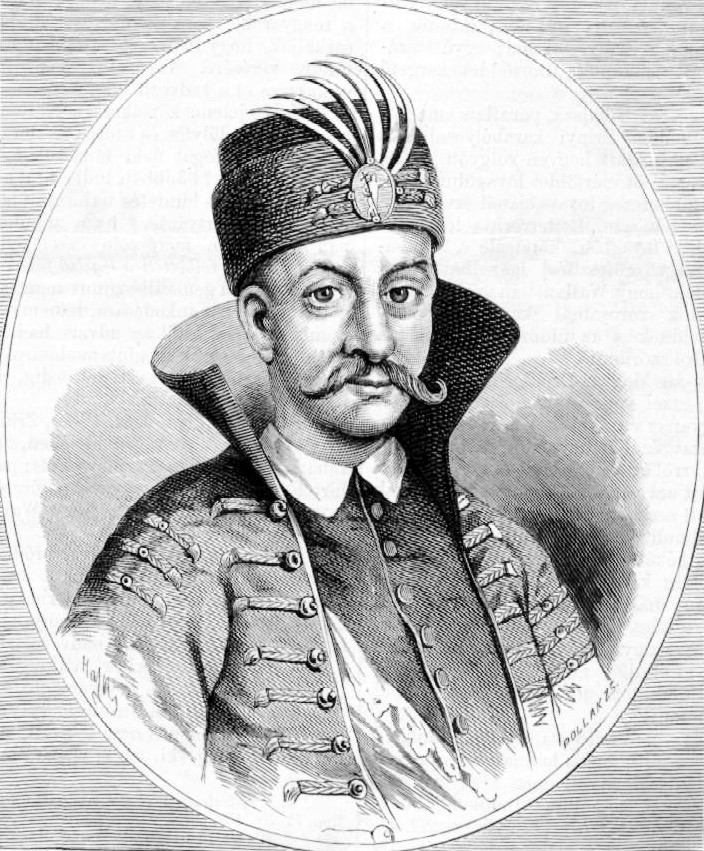
Georg Zrinski (1599–1626)

In größerer Anzahl trat die Kroatische Reiterei unter Wallenstein bei dessen Feldzug gegen den Fürst von Siebenbürgen und Anführer eines anti-habsburgischen Aufstands Gabriel Bethlen (* um 1580; † 1629) in Erscheinung. Um Bethlens Kavallerie bekämpfen zu können, bemühte sich Wallenstein um die Rekrutierung kroatischer Reiter um seine Kavallerie zu verstärken. An diesem Feldzug nahm als Kroatenführer auch der Ban von Kroatien Georg Zrinski (1599–1626) teil, der sich dabei eine Krankheit zuzog und wenig später starb.
In der für die Kaiserlichen verlorenen ersten Schlacht bei Breitenfeld (1631) zerschlugen kroatische Reiter unter Palant und Saradetzky ohne größere eigene Verluste die sächsischen Infanterie-Regimenter unter Ernst Dietrich von Starschedel († 2. März 1641) und Hans Caspar von Klitzing (1594–1644) und erbeuteten die Regimentsfahnen. Ein sächsischer Musketier berichtete danach „die Offiziere hätten sie vermanet, sie sollten Stand halten, wehren aber selbst ausgerissen, ein Krawadt hatte das Fändel bekommen, dasselbe abgerissen und umb den Leib gewunden“. Einer der Befehlshaber der kroatischen Reiterei in dieser Schlacht war Henrik Graf Holck (1599–1633).
In der Schlacht bei Lützen (1632) gelang kroatischen Reitern aus dem Verband von Wallensteins Truppen ein großer Durchbruch in die schwedischen Linien, durch den der Tross des schwedischen Königs Gustav Adolf gefährdet wurde und „viel Droß und wehrloses Gesindlein benebst einer großen Menge Pagagi“ erbeutet werden konnte. Gerade die Schweden gingen sowohl unter Gustav Adolf als auch unter der Führung von Axel Oxenstierna äußerst bedingungslos gegen die Kroaten vor und gewährten diesen in der Regel keine Gnade.
Als es Holk im Sommer des Jahres 1633 gelang, ein drittes Mal innerhalb von zwei Jahren Leipzig zu nehmen, befanden sich unter seinen Truppen zwei Regimenter kroatischer Reiter.

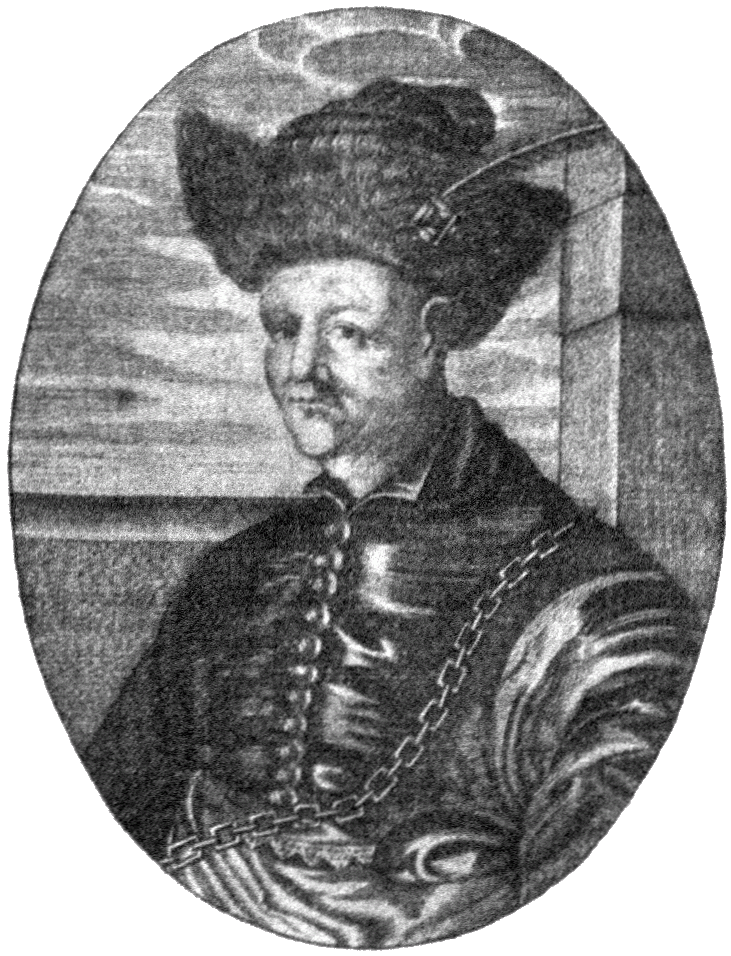
Johann Ludwig Hektor von Isolani (1586–1640)

In der Schlacht bei Nördlingen (1634) sicherten kroatische Reiter unter Johann Ludwig Hektor von Isolani (1586–1640) den rechten Flügel der kaiserlichen Armee. Ihr durch ihr geschicktes Manövrieren geführter Angriff auf den linken Flügel der schwedischen Truppen war so stark, dass diese die Flucht ergriffen. Die Kroaten verfolgten die versprengten Truppenreste und erbeuteten viel Kriegsgut. Kroaten unter dem Befehl Isolanis erschienen vor den Reichsstädten Dinkelsbühl, Mergentheim, Rothenburg und nahmen Salzungen und Meiningen ein.
In der zweiten Schlacht bei Breitenfeld (1642) eröffneten Kroatische Reiter die Kämpfe wie aus einem zeitgenössischen Bericht hervorgeht, in dem es heißt: „eh die Betstunde vollendet, zeigten sich die Kroaten“.
In der Endphase des Krieges kämpfte auch der kroatische Ban Nikola Zrinski mit einer Schar kroatischer Adliger unter Peter Melander von Holzappel (1589–1649) in Nordböhmen und Thüringen.
Nach Beendigung des Krieges durch den Westfälischen Frieden (1648) wurde der Großteil der kroatischen Reiterei aufgelöst und die kroatischen Reiter kehrten zum Dienst an die Militärgrenze zurück oder wurden aus dem Dienst entlassen.
Auf dem Höhepunkt des Dreißigjährigen Krieges gab es etwa 20.000 kroatische Reiter im Dienst der Kaiserlichen, sodass ein großer Teil der Wallensteinischen Arkebusiere aus Kroaten bestand. In der Kroatischen Reiterei dienten neben Kroaten wohl auch Serben, Walachen, Ungarn, Polen, Kosaken, Uskoken sowie auch Tataren und Türken, so dass der Name mehr eine Waffengattung als eine ethnische Herkunft bezeichnete.

##### Kommandeure
Obristen und damit meist namensgebende Inhaber ihres jeweiligen Regiments waren u. a.:
| - Franz Graf de Bátthyany (gefallen am 10. Oktober 1633 bei Tuttlingen) - Daniel Beygott z Reinderštatu († vermutlich um 1650) - Lorenz von Blaskowitz - Markus von Corpes (gefallen am 9. Juli 1638 bei Benfeld, bekannt aus Grimmelshausens Simplicissimus) - Sebastian Coselky - Veit Caspar von Dornberg (1590–1633) | - Peter Graf Forgách de Gýmeš und Gács - Lukas Hrastowacky († 1633) - Johann Ludwig Hektor von Isolani (1586–1640) - Peter Koglewitz, eigentlich Jiři Petr Kokořovec z Kokořova - Peter von Losy - Nikolaus de Mille Draghi († Januar 1640) - Stephan Mille Draghi | - Paul Orosy († September 1633), eigentlich Pal Orosi - Stephan Petrowitz - Johann Karl Przichowsky von Przichowitz, eigentlich Jan Karel Přichovský z Přichovic - Nikola Rajkovič († 17. April 1644) - Paul Freiherr von Revay - Giacomo Strozzi, Graf von Schrattenthal († 1636) - Georg Zrinyi (1599–1626), Ban von Kroatien |

##### Darstellung in Propaganda und Unterhaltungsliteratur
Unabhängig davon für welche Seite sie kämpften, stellten die Söldner des Dreißigjährigen Krieges für die Zivilbevölkerung oftmals eine große Gefahr dar. Gewaltsame Übergriffe, Plünderungen von Dörfern und Städten wurden von allen Seiten begangen.
In dem Buch Kaiserliche Ketzer und Kroaten kann man folgendes lesen : „... Mit dem Troß der kroatischen Reiterei kamen besitzlose Serben und Wallachen ins Land. Diese waren unfreie Diener ihrer kroatischen Herren. Diese Fußtruppen der Kroaten zeichneten sich besonders durch Grausamkeit aus, da sie die Landbevölkerung abschlachteten und alles raubten was sie in die Hände bekamen. Während die kroatische Reiterei zum Beispiel Kassel verschonten, zogen die serbischen und wallachischen Fußtruppen nach Eschwege weiter und zerstörten es komplett. ...“
Der schlechte Ruf der Kroatischen Reiter ergab sich auch aus der Verwendung als militärische Aufklärer (Explorateurs), durch den sie oft als erste in Siedlungen kamen, die bisher vom Krieg verschont worden waren. Da sie sich selbst zu versorgen hatten, bekamen diese Gegenden die Kriegsnot häufig zuerst durch Kroaten zu spüren.
Die Kroaten erlangten jedoch insbesondere im protestantischen Teil der Bevölkerung Europas einen negativen Ruf wegen angeblicher und tatsächlicher Kriegsgräuel. Bei der Einnahme Kaiserslauterns (sog. „Kroatensturm“), Magdeburgs und Chemnitz’ wurden die Kroaten grausamer Handlungen wie Mord, Plünderung, Vergewaltigung und Brandschatzung bezichtigt, so dass der Schwedenkönig Gustav Adolf sie als des „Teufels neuer Adel“ bezeichnete. Tatsächlich verhielten sich die kroatischen Söldner jedoch keineswegs immer nur gewalttätig gegenüber der Zivilbevölkerung. Gerade während der Winterquartiersphase sind auch längere Zeiten des weitgehend friedlichen Zusammenlebens bezeugt. Möglicherweise wurde die Kroatophobie jedoch auch von Tilly, Wallenstein und anderen kaiserlichen Feldherrn gezielt gefördert, um den Gegnern den größtmöglichen wirtschaftlichen Schaden zuzufügen. Der Ruf der Truppe schlug sich noch lange auch in der Unterhaltungsliteratur nieder. So ließ Hans Jakob Christoffel von Grimmelshausen seinen Simplicissimus eine Zeit bei den kroatischen Reitern verbringen und selbst in Friedrich Schillers Wallensteins Tod tauchen sie ein Jahrhundert später noch auf.

#### Im stehenden Heer der Donaumonarchie

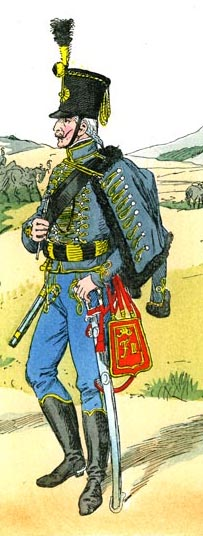
Kroatisch-Slawonisches Grenz-Husaren-Regiment

Nachdem die kroatischen Unabhängigkeitsbestrebung mit der Aufdeckung der Zrinski-Frankopan-Verschwörung und der Hinrichtung des kroatischen Nationalhelden Petar Zrinski 1671 gescheitert war, dauerte es bis zur Mitte des 18. Jahrhunderts, bis im sich entwickelnden stehenden Heer der Donaumonarchie Truppenteile mit spezifisch kroatischem Ersatz aufgestellt wurden. Die so errichteten vier berittenen Verbände (Warasdiner Grenz-Husaren-Regiment, Slawonisches Grenz-Husaren-Regiment, Banal-Husaren-Regiment und Carlstädter Grenz-Husaren-Regiment) waren aber keine Kroatischen Reiter im ursprünglichen Sinne mehr, sondern normale Husaren und wurden auch bereits 1780 wieder aufgelöst. Kroatische Rekruten der Kavallerie dienten dann in der Regel bei den ungarischen Husarenregimentern, eine Ausnahme bildeten das kurzlebige Kroatisch-Slawonische Grenz-Husaren-Regiment (1795 bis 1801). 1848 stellte man das K.u.k. Ungarisch-Kroatische Ulanen-Regiment „Nikolaus II. Kaiser von Rußland“ Nr. 5 zunächst als Husarenregiment auf, das bis zum Ende der Donaumonarchie 1918 bestand.

### Kroatische Reiterei in anderen Heeren
Bereits während des Dreißigjährigen Krieges dienten Kroaten nicht nur in der kaiserlichen Armee und bei anderen Staaten des katholischen Lagers wie Kurbayern und Spanien, sondern z. B. auch in der dänischen und französischen Armee. Auch einige Zeit nach Kriegsende unterhielten mit den Habsburgern nicht verbundene Staaten noch kroatische Reiterei.

#### Frankreich
Auf Wunsch von König Louis XIV. wurden am 13. August 1643 durch den Comte Jean de Balthazard aus kroatischen Reitern drei Fremden-Kavallerieregimenter (régiments-etrangér de cavalerie) aufgestellt. Im Jahre 1667 wurden die Reste der drei Regimenter zu einem zusammengefasst, das den Namen „Royal-Cravate cavalerie“ erhielt und in die Linienkavallerie eingegliedert wurde. Das Regiment wirkte mit seinen länglich gebundenen, charakteristischen Halsschleifen später stilbildend für die Herrenmode, in der sie bis heute als Krawatten fortexistieren. Bereits gegen Ende des 17. Jahrhunderts spielte das kroatische Element aber keine Rolle mehr im Regiment. 1761 wurde das „Régiment de Chabrillan cavalerie“ eingegliedert. Auch wenn es weiterhin die Bezeichnung „Royal-Cravates“ führte galt es spätestens seit diesem Zeitpunkt auch offiziell nicht mehr als Fremdenregiment. Von 1791 bis 1803 hieß es „10e regiment de cavalerie“ und von 1803 bis 1940 war es das 10e régiment de cuirassiers, das seit 1971 wieder als inaktives Reserveregiment besteht.
Im Februar 1813 stellte Napoleon in seinen Illyrischen Provinzen ein Kroatisches Husaren-Regiment auf, löste es im November aber bereits wieder auf.

#### Sachsen

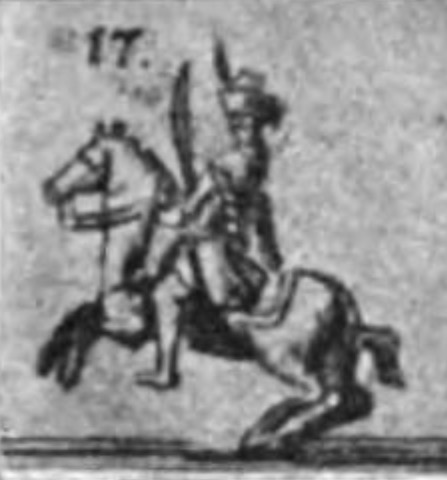
Zeitgenössische Darstellung und Beschreibung des Janko Peranski bei einer Parade der Kroatischen Reiter in der Leibgarde des sächsischen Kurfürsten im Jahr 1678: „17. Herr Johann von Peraynsky, Obrist-Lieutenandt von der Leib-Guardie, Cammerherr und Ambts-Hauptmann zu Moritzburg, in einer Leoparden-Haut.“

Als Ausdruck eines absolutistischen Machtanspruchs nach Vorbild des französischen Sonnenkönigs unterhielten auch mittlere und kleinere Fürsten oft im Ausland geworbene und kostspielige Hofgarden. Mit kaiserlicher Genehmigung wurde für die berittene Garde des sächsischen Kurfürsten Johann Georg II. in Kroatien eine „Leib Compagnie Croaten zu Ross“ angeworben und am 15. März 1660 in Pirna gemustert. Sie zählte 87 Mann mit ebenso viel Pferden, „nämlich 8 Mann 1. Blatt, 37 Knechte, 17 kroatische Edelleute, 25 Einspännige“. Am 1. Oktober 1660 wurde die Einheit um 50 Mann verstärkt und „deren 1. Blatt vermehrt“. Kommandeur war der Rittmeister und spätere Oberstleutnant Graf Janko Peranski († 1689), der für seine Verdienste später zum Kammerherrn sowie Amtmann von Moritzburg ernannt wurde. Insbesondere im Hinblick auf die Kroaten kodifizierte der Kurfürst zur Behebung der mangelhaften Disziplin seiner Kavallerie Dienst, Disziplin und Militärjustiz noch im gleichen Jahr im sogenannten „Reiterrecht“. Die Kroaten erhielten ihren Sold aus der kurfürstlichen Privatschatulle. Als Johann Georg II. im Jahr 1664 eskortiert von seiner kroatischen Garde in den Reichstag zu Regensburg einzog, erregte diese erhebliches Aufsehen. 1666 umfasste die Kompanie 132 Mann, im Jahr 1676 noch 75. Sie wurde schließlich aus Kostengründen vom nachfolgenden Kurfürsten Johann Georg III. 1680 aufgelöst. Ihr wohl bekanntester Angehörige war Johann Schadowitz (1624–1704), der als historische Vorlage der sorbischen Sagengestalt Krabat gilt.

## Bekannte kroatische Reiter
- Janko Peranski († 1689), Kommandant der sächsischen Kroaten-Leibgarde, Kammerherr und Amtshauptmann
- Janko Šajatović (1624–1704), zunächst Offizier in der sächsischen Kroaten-Leibgarde und später Kommandeur der Gardekavallerie; wurde historische Vorlage für die sorbische Sagengestalt des Zauberers Krabat.